# 大墓地

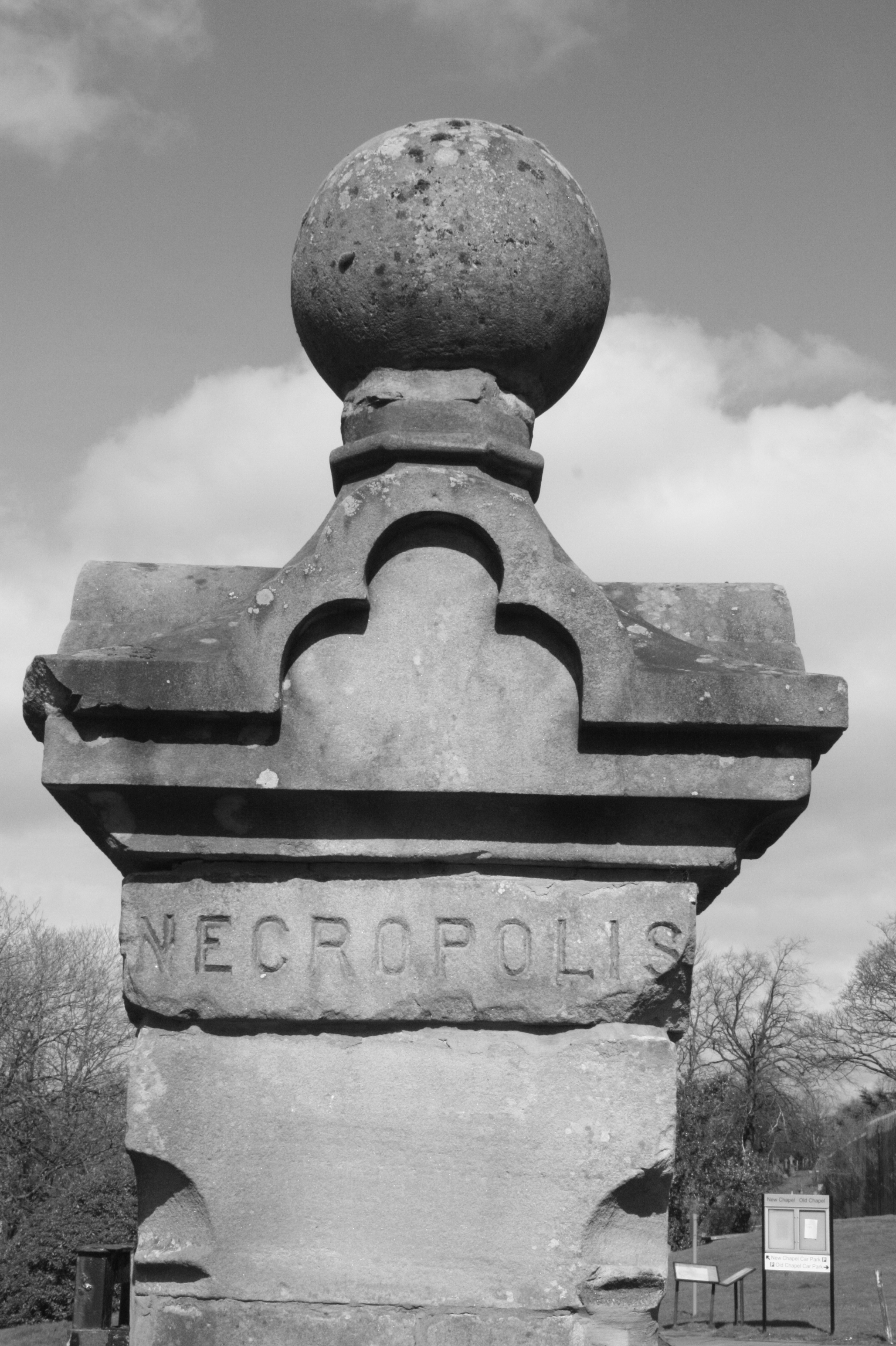
西大墓地入口处的门柱，格拉斯哥

大墓地（Necropolis），有时翻译为墓园，是一个庞大的，设计精美的坟墓群，它有着精心制作的墓碑。Necropolis来自古希腊语，读音nekropolis，意为“死人的城市”。这个术语通常代表着远离城市的单独墓地，这类墓地在一定历史时期和地点非常常见。大墓地与坟地不同，坟地并没有大规模地上建筑。由于Necropolis（大墓地）这个词汇通常被应用于历史，考古等领域，该单词在19世纪早期被重新讨论，并从此泛用与任意一定规模的城市墓地群，如格拉斯哥大墓地。

## 历史

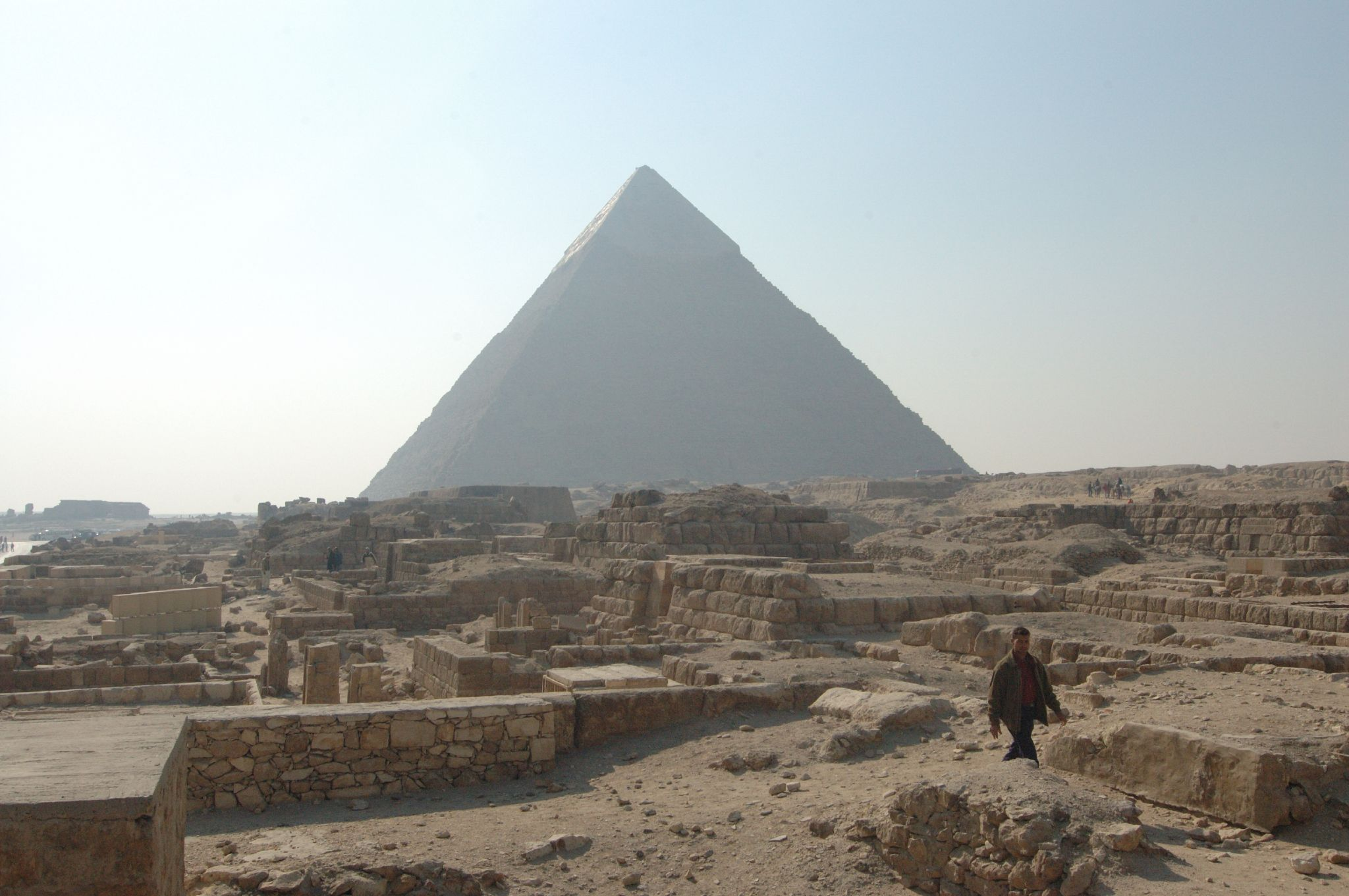
马斯塔巴，位于吉萨金字塔群，背景是卡夫拉金字塔。

古代世界七大奇迹中，古埃及的吉萨金字塔群应该是最古老并最知名的现存大墓地。除了作为法老坟墓的埃及金字塔外，马斯塔巴，另一种古埃及早王朝时期特殊的皇家墓穴也是大墓地的一种。

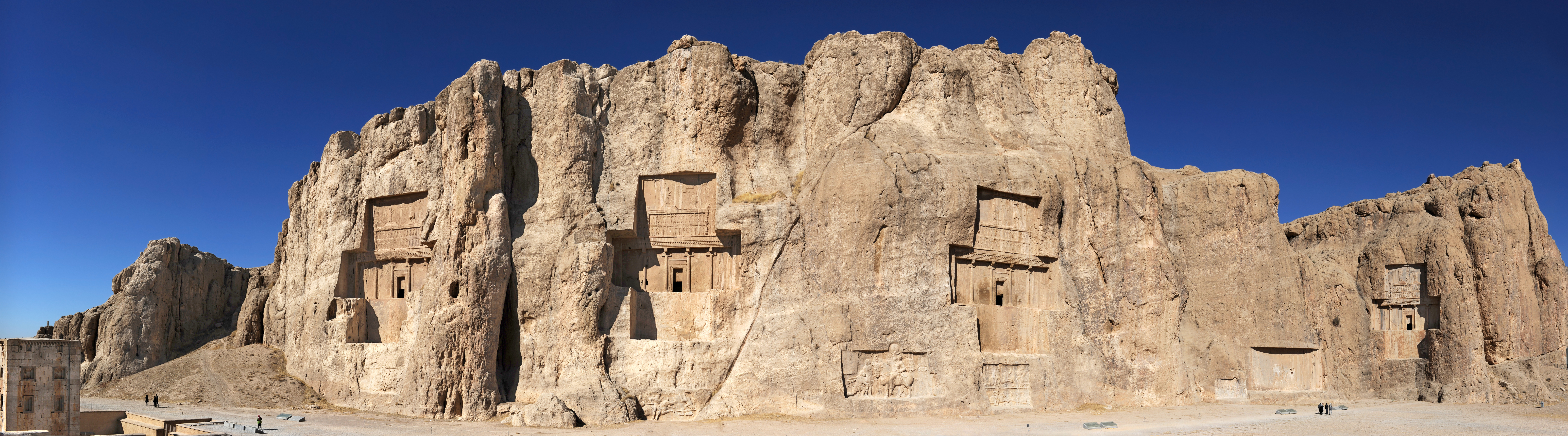
納克什魯斯塔姆从左至右分别为：大流士二世、阿尔塔薛西斯一世、大流士一世、薛西斯一世。

纳克-西-萝斯达姆是一个古代大墓地，位于伊朗法尔斯省的波斯波利斯西北12千米处。在纳克-西-萝斯达姆上最古老的浮雕可以追溯到公元前1000年。尽管它受损严重，但仍可依稀辨别出一个男人头戴一顶怪异帽子的形象。史学家们认为该样式的帽子来自埃兰。该图像被认为是巴赫拉姆二世的一部分。这四个属于阿契美尼德王朝国王们的墓室位于离地很高的岩面上。因这些坟墓正面排列的形状，它们在当地被称为“波斯十字”。 而后，萨珊王朝的国王们在这些坟墓下方加入了一系列的岩石壁画。
在迈锡尼文明时期，提前准备的古希腊葬礼可以在城市内举行。在迈锡尼，举个例子，皇家墓地位于城市辖区内部。这点在古希腊时期被城外的大墓地取代，但在古希腊后期仍有变化。 值得注意的是，斯巴达仍继续在城内安置坟墓。

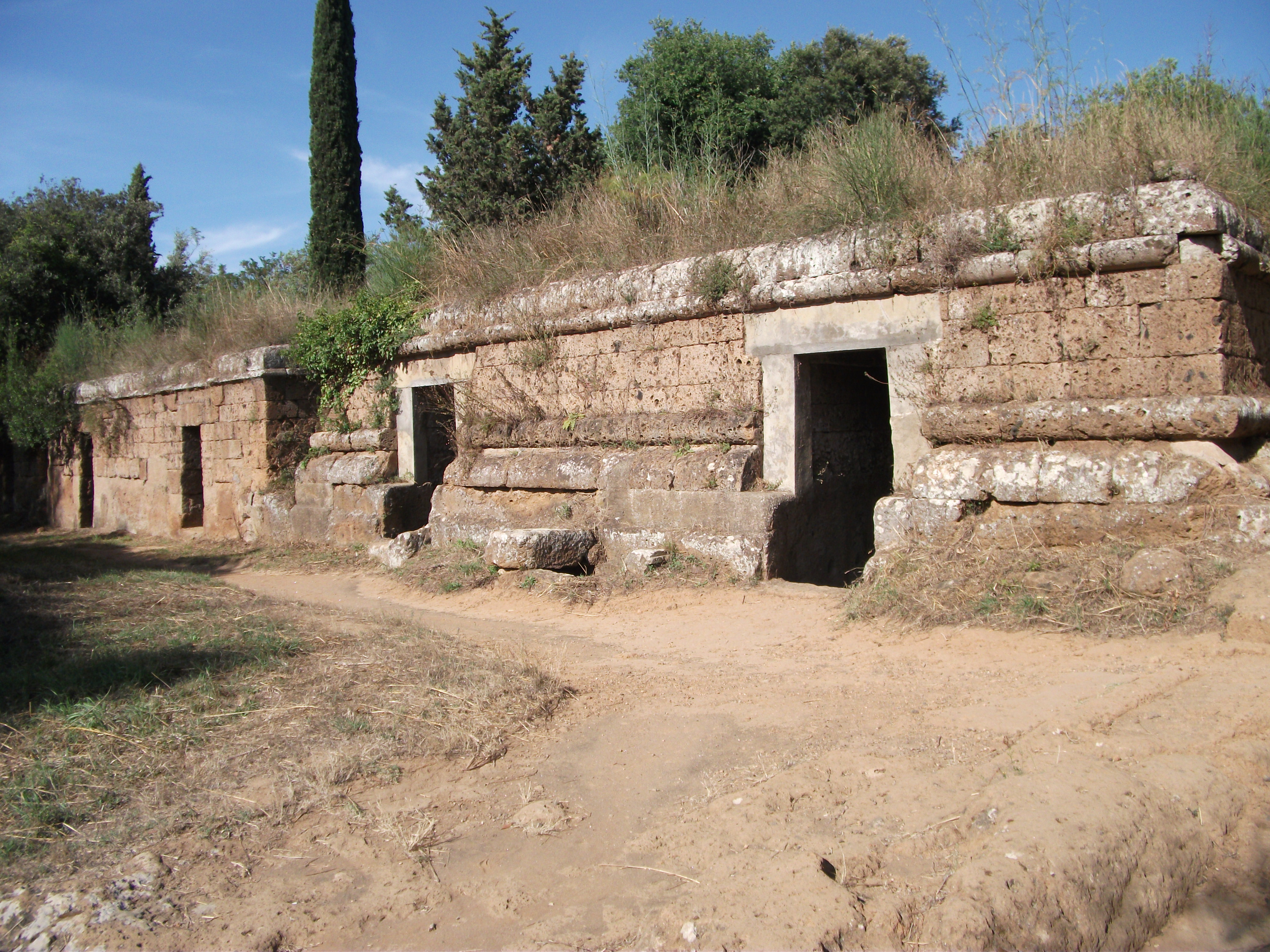
坟冢排列在路边。坂迪塔西亚（Banditaccia） 大墓地，切尔韦泰里。

伊特鲁里亚文明把“死人的城市”这一字面上的概念落实的相当准确。在切尔韦泰里的坂迪塔西亚（Banditaccia）大墓地包含了拥有一个或多个地下石雕建筑组成的坟墓。这些坟墓拥有多个墓室，内部装潢精美，如同现代房屋。这些坟冢排列有序，给人一种城市尽然有序街道的感觉。 艺术史学家尼格尔，斯宾威（Nigel Spivey）认为 坟墓（cemetery）这个单词不足以满足使用需求，并争论只有大墓地（Necropolis）才能准确的描述结构复杂内饰精美的埋葬尸体的建筑。 伊特拉斯坎文明的大墓地通常位于山丘或山丘缓坡上。
在古罗马家族成员通常把死去的族人埋在他们自家屋子地下，因为古罗马人通常有祖先崇拜。在公元前449年颁布的十二铜表法禁止了这一行为，随后他们开始将死人埋葬在大墓地中。